# Beleléu, Leléu, Eu
| Críticas profissionais | Críticas profissionais |
| Avaliações da crítica  | Avaliações da crítica  |
| Fonte                  | Avaliação              |
| ---------------------- | ---------------------- |
| AllMusic               | 4.5 de 5 estrelas.     |

Beleléu, Leléu, Eu é o álbum de estreia do cantor e compositor Itamar Assumpção, acompanhado pela banda Isca de Polícia, lançado em 1980 de maneira independente.
É o disco mais famoso do cantor, com composições que misturam vários gêneros, sendo considerado um marco da Vanguarda Paulistana. Foi incluído na lista de 100 Melhores Discos de Música Brasileira da revista Rolling Stone na 86ª posição.
Foi relançado em 2000 em formato CD pela Baratos Afins / Atração Fonográfica, e em 2010 foi relançado pelo selo Sesc como parte do box Caixa Preta.

## Faixas
1. Vinheta
2. Luzia
3. Fon fin fan fin fun
4. Fico louco
5. Aranha
6. Se eu fiz tudo
7. Vinheta
8. Vinheta
9. Baby
10. Embalos
11. Nega música
12. Beijo na boca
13. Nego Dito